# Војска мртвих
Војска мртвих (енгл. Army of the Dead) амерички је зомби-пљачкашки филм из 2021. године, редитеља Зака Снајдера, по сценарију који је написао са Шејом Хатеном и Џобијем Харолдом, темељен на причи чији је он аутор. У филму глуми ансамбл улога који чине Дејв Батиста, Ела Пернел, Омари Хардвик, Ана де ла Регера, Тео Роси, Матијас Швајгхефер, Нора Арнезедер, Хиројуки Санада, Тиг Нотаро, Раул Кастиљо, Хума Куреши и Гарет Дилахант. Прати групу плаћеника који планирају пљачку коцкарнице у Лас Вегасу, усред зомби апокалипсе.
Снајдер је замислио идеју за филм као духовни наследник свог дебитантског филма, Зора живих мртваца, из 2004. године. Првобитно из Warner Bros. Pictures-а, пројекат је најављен 2007. године, са режијом коју потписује Матајс ван Хејнинхен Млађи. Међутим, филм је провео неколико година у развојном паклу, пре 2019. године, када је Netflix стекао права на дистрибуцију. Са продукцијским буџетом од 70–90 милиона долара и Снајдером који је такође био сниматељ, снимање се одвијало средином 2019. у Албукеркију и Атлантик Ситију. Филм је подвргнут поновним снимањима у септембру 2020. године, након неколико оптужби за недолично сексуално понашање против члана глумачке екипе, Криса Д'Елије; заменила га је Нотаро користећи зелене екране и CGI.
Филм је издат 14. маја 2021. године у одабраним биоскопима у Сједињеним Државама, а 21. маја је дигитално издат на Netflix-у. Критичари су похвалили филм због хумора и открили да ће се свидети љубитељима „и Снајдерових и ансамблских акционих филмова”, али су критиковали његово трајање. Постао је један од најгледанијих оригиналних филмова Netflix-а са око 75 милиона гледалаца током прве четири недеље, док је зарадио 1 милион долара на биоскопским благајнама током ограниченог биоскопског приказивања. Два преднаставка, филм насловљен Војска лопова и аниме серија насловљена Војска мртвих: Лост Вегас, биће издата на Netflix-у. Ненасловљени наставак је у развоју.

## Радња
Војни конвој САД-а, који је путовао из Области 51, сударио се са аутомобилом на аутопуту ка Лас Вегасу. Терет конвоја, зомби, бежи, убивши и заразивши неколико војника пре него што је кренуо ка граду. Тамо заразе већину становништва града. Након што војна интервенција не успе, влада ставља град у карантин.
Шест година касније, власник коцкарнице, Блај Танака, и његов сарадник, Мартин, обраћају се бившем становнику Лас Вегаса и плаћенику, Скоту Ворду, око посла да поврате 200 милиона долара из његовог трезора коцкарнице у Лас Вегасу пре него што војска изврши тактички нуклеарни нападна град. Ворд се слаже и регрутује своје бивше саиграче, Марију Круз и Вандероха, заједно са пилоткињом хеликоптера, Маријом Питерс, немачким обијачем сефова, Лудвингом Дитером, и чиканошким стрелцем, Мајком Гузманом, који са собом води своју сарадницу, Чемберс. Мартин се придружује тиму да би им омогућио приступ коцкарници. Вордова отуђена ћерка, Кејт, која ради у карантинском кампу, упућује их до Лили, шверцерке познате са градом, која такође регрутује Берта Камингса, насилног чувара логора. Када Кејт сазна да је Лили отпратила њену пријатељицу, Гиту, у Лас Вегас, Кејт инсистира да се придружи тиму, упркос Вордовим приговорима.
Након сусрета са зомби-тигром при уласку у Лас Вегас, Лили рани Камингса и објашњава да ће група интелигентних зомбија, потнати као „Алфе”, дозволити безбедан пролаз у замену за жртву. Алфа женка, позната као Краљица, одводи Камингса у коцкарницу Олимп, где га вођа Алфи, Зевс, инфицира. Лили води тим до зграде пуне хибернатисаних, нормалних зомбија. Ворд ствара пут између зомбија помоћу светлећих штапића. Кад Чемберс оптужи Мартина за скривене мотиве, он је скреће с пута и она буди зомбије. Након што је окружена и угризена, Гузман пуца у канистер са бензином на њеним леђима, убијајући њу и околну хорду зомбија.
Стигавши у Блајову коцкарницу, Ворд и Кејт укључују струју, Питерс припрема хеликоптер на крову, а Дитер ради на сефу. Мартин и Лили остају напољу под изговором да чувају стражу, али уместо тога намаме краљицу на отворено. Мартин јој одруби и узме главу. Зевс открива њено тело и враћа је у коцкарницу Олимп, откривајући да је краљица била трудна са зомби-фетусом. Бесан, Зевс упућује Алфе ка коцкарници. Новински извештај открива да влада планира да изведе нуклеарни напад, дајући тиму отприлике 90 минута. Док Дитер отвара сеф, Ворд открива да је Кејт отишла да тражи Гиту. Док се Ворд и Круз спремају да је траже, појављују се Алфе и убијају Крузову.
Мартин заробљава тим у подруму, објашњавајући да Блај брине само о глави зомбија, која може да створи војску зомбија за владу и вреди више од новца у трезору. Када изађе напоље, открива да је Лили украла краљичину главу, а њега убија тигар. Вандерох покушава да се бори са Зевсом, али је лако савладан. Дитер се жртвује да би Вандероха безбедно одвео у сеф. Ворд, Лили и Гузман стижу до предворја, где их зомбији нападају и роје се на Гузману, који детонира своје гранате, убијајући зомбије по цену сопственог живота и уништавајући новац који је носио. Зевс им се супротставља на крову. Лили му одвлачи пажњу краљичином главом док Ворд и Питерс беже. Зевс фатално убада Лили, која уништава главу тако што је баца са крова.
Питерс води Ворда у коцкарницу Олимп да покупи Кејт. Унутра, Кејт проналази Гиту и убија зараженог Камингса. Зевс их јури до Питерсиног хеликоптера, а Ворд случајно пуца у Питерсову, због чега хеликоптер лети на све стране. Зевс савлада Ворда и уједа га. Док нуклерка уништава Лас Вегас, Зевс је ометен бљеском бомбе и Ворд га убија. Нуклеарни талас узрокује пад хеликоптера, убивши Питерсову и Гиту. Кејт преживљава и проналази Ворда, који јој даје новац да започне нови живот пре него што се претвори у зомбија. Кејт га убија и плаче, док стиже спасилачки хеликоптер.
Пошто је преживео експлозију, Вандерох излази из сефа са преосталим новцем и касније изнајмљује авион да га одвезе у Мексико Сити. У лету открива да је уједен.

## Улоге
| Глумац             | Улога          |
| ------------------ | -------------- |
| Дејв Батиста       | Скот Ворд      |
| Ела Пернел         | Кејт Ворд      |
| Омари Хардвик      | Вандерох       |
| Ана де ла Регера   | Марија Круз    |
| Тео Роси           | Берт Камингс   |
| Матијас Швајгхефер | Дитер          |
| Нора Арнезедер     | Лили           |
| Хиројуки Санада    | Блај Танака    |
| Тиг Нотаро         | Меријен Питерс |
| Раул Кастиљо       | Мајки Гузман   |
| Хума Куреши        | Гита           |
| Гарет Дилахант     | Мартин         |
| Саманта Вин        | Чемберс        |
| Ричард Цетрон      | Зевс           |
| Атина Перамлп      | Краљица Алфи   |